# 苏军远东总司令部
苏军远东总司令部是第二次世界大战末期苏联为对日战争统一指挥远东战区的苏军、太平洋舰队、阿穆尔河区舰队而设立的军事指挥机关。

## 历史
1944年夏季的白俄罗斯会战结束后，最高统帅斯大林决定在对德战争结束后由华西列夫斯基元帅担任苏军远东总司令。1944年秋季制定了对日战争的粗略计划。1945年4月27日东普鲁士战役结束后，华西列夫斯基开始制定对日战争详细计划。6月27日制定出满洲进攻战役方案，并被大本营和国防委员会批准。1945年6月30日，苏军最高统帅部决定设立苏军远东总司令部。1945年7月5日，化名为瓦西列耶夫上将的华西列夫斯基抵达赤塔。
苏军远东总司令部1945年8月1日至19日驻赤塔，8月20日至9月3日驻哈巴罗夫斯克。9月4日起驻长春。
- 总司令：华西列夫斯基元帅
- 副总司令：伊万·伊万诺维奇·马斯连尼科夫大将
- 参谋长：西蒙·巴甫洛维奇·伊万诺夫（英语：Semyon Ivanov）上将
- 军事委员会委员：约瑟夫·瓦西里耶维奇·希金中将/上将
- 海军司令员：尼古拉·格拉西莫維奇·庫茲涅佐夫海军元帅
- 空军司令员：亞歷山大·亞歷山德羅維奇·諾維科夫空军主帅
- 后勤司令员：瓦西里·伊万诺维奇·维诺格拉多夫（俄语：Виноградов, Василий Иванович (генерал)）上将（苏军后勤部第一副司令员兼任）
- 炮兵司令员：米哈伊尔·尼古拉耶维奇·奇斯佳科夫炮兵元帅

还有各军兵种机构代表，如军事通信部、汽车总局（Главного автомобильного управления）、道路总局（Главного дорожного управления）、燃料供应局、军需部、军医总局（Chief Military Sanitary Administration）与战利品总局（ Главного трофейного управления）。
辖：
- 外贝加尔方面军
- 滨海军队集群（俄语：Приморская группа войск）：1945年8月5日改名为远东第一方面军。
  - 太平洋舰队
- 远东方面军（俄语：Дальневосточный фронт）：1945年8月5日改名为远东第二方面军。
  - 阿穆尔河区舰队
  - 北太平洋区舰队

1945年8月9日战争爆发时，拥有11个诸兵种合成軍团与坦克軍团、3个航空军團、3个防空軍团、1个舰队、1个区舰队，总计33个军、131个师、117个旅、21个边界筑垒地域。 
对日战争爆发后，远东苏军执行了下述进攻战役：
- 兴安岭-沈阳进攻战役（俄语：Хингано-Мукденская наступательная операция）
- 哈尔滨-吉林进攻战役（俄语：Харбино-Гиринская наступательная операция）
- 三江平原进攻战役（俄语：Сунгарийская наступательная операция）
- 南萨哈林岛进攻战役
- 千岛群岛登陆战役

1945年9月17日，苏军远东总司令部完成使命，撤销建制。